# A Pata do Macaco
"A Pata do Macaco" (em inglês: The Monkey's Paw) é um conto de terror do autor inglês W. W. Jacobs. Foi publicado pela primeira vez na Harper's Monthly em setembro de 1902, e reimpresso em sua terceira coleção de contos, The Lady of the Barge, no final daquele ano. Na história, três desejos são concedidos ao dono da Pata do Macaco, mas esses desejos têm um preço enorme por interferir no destino.
Foi adaptado muitas vezes em outras mídias, incluindo peças, filmes, séries de televisão, óperas, histórias e histórias em quadrinhos, já em 1903. Foi adaptado pela primeira vez para o cinema em 1915 como um filme mudo britânico dirigido por Sidney Northcote. O filme (hoje perdido) foi estrelado por John Lawson, que também interpretou o personagem principal na peça teatral de Louis N. Parker de 1907.

## Enredo

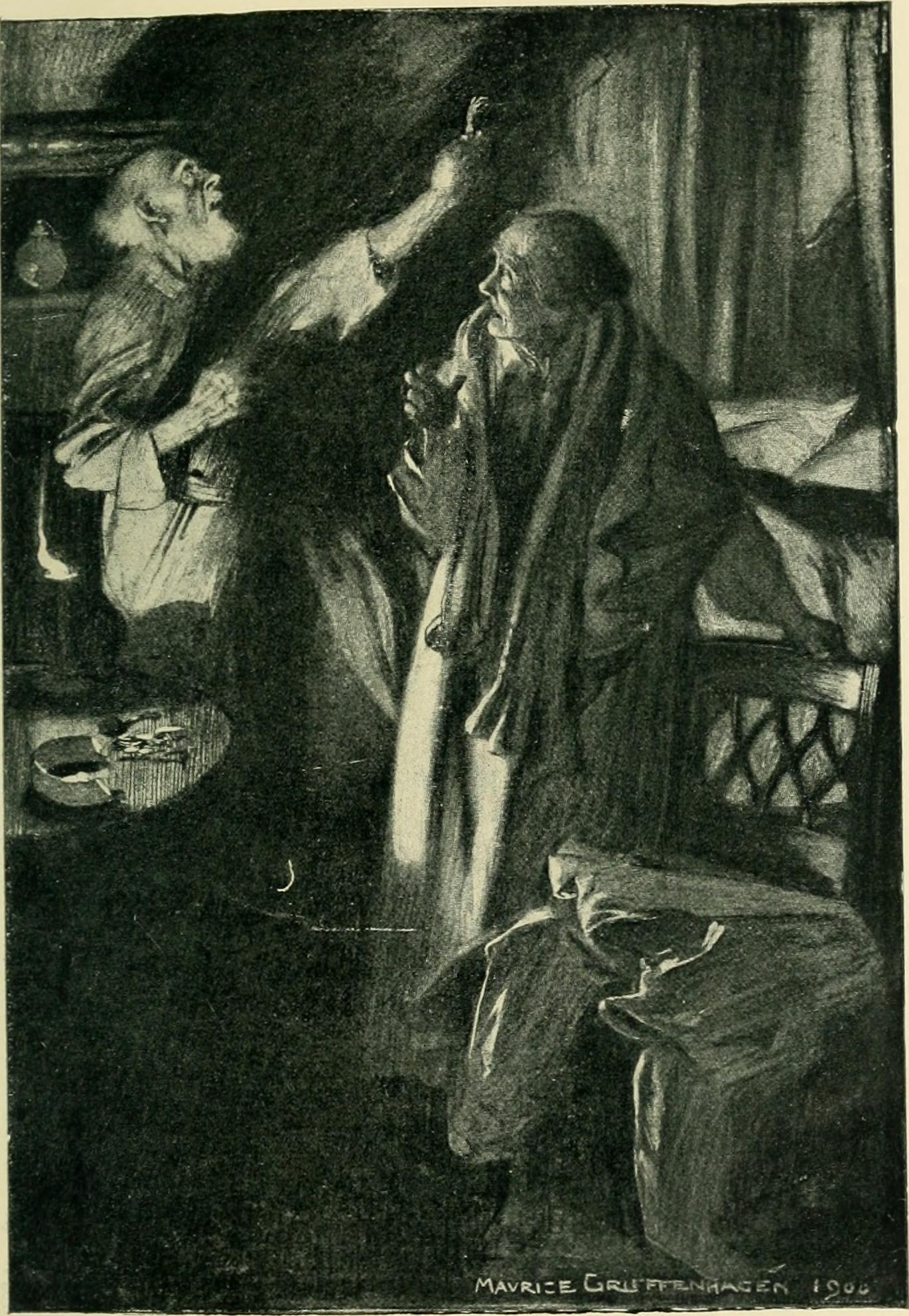
Ilustração para "The Monkey's Paw" por Maurice Greiffenhagen, da coleção de contos de Jacobs, The Lady of the Barge (1902)

O Sr. e a Sra. White, e seu filho adulto, Herbert, recebem a visita do Sargento-Major Morris, um amigo que serviu no Exército Britânico na Índia. Durante o jantar, ele os apresenta a uma pata de macaco mumificada. Ele explica como um velho faquir lançou um feitiço na pata, para que ela concedesse três desejos, mas apenas com consequências infernais como punição por interferir no destino. Morris, tendo passado por uma experiência horrível ao usar a pata, joga-a no fogo, mas o cético Sr. White a recupera. Antes de ir embora, Morris avisa o Sr. White sobre o que poderia acontecer se ele usasse a pata.
O Sr. White hesita a princípio, acreditando já ter tudo o que deseja. Seguindo a sugestão de Herbert, o Sr. White pede, de forma leviana, 200 libras, o que lhe permitirá pagar a hipoteca final de sua casa; então, ele abaixa a pata, dizendo que ela se moveu e se contorceu como uma cobra. No dia seguinte, Herbert sai para o trabalho. Naquela noite, um representante do empregador de Herbert chega à casa dos White, informando que Herbert havia morrido em um terrível acidente que mutilou seu corpo. A empresa nega qualquer responsabilidade, mas oferece uma indenização por luto à família no valor de £ 200.
Uma semana após o funeral, a Sra. White, enlouquecida pela dor, insiste que o marido use a pata para desejar que Herbert volte à vida. Relutantemente, ele o faz, apesar da grande inquietação com a ideia de convocar o corpo mutilado e em decomposição do filho. Mais tarde naquela noite, alguém bate à porta. Enquanto a Sra. White tenta desesperadamente abrir a porta, o Sr. White fica aterrorizado e teme que a coisa lá fora não seja o filho que ele amava. Ele faz seu terceiro e último desejo. As batidas param, e a Sra. White abre a porta, mas não há ninguém lá.

## Adaptações

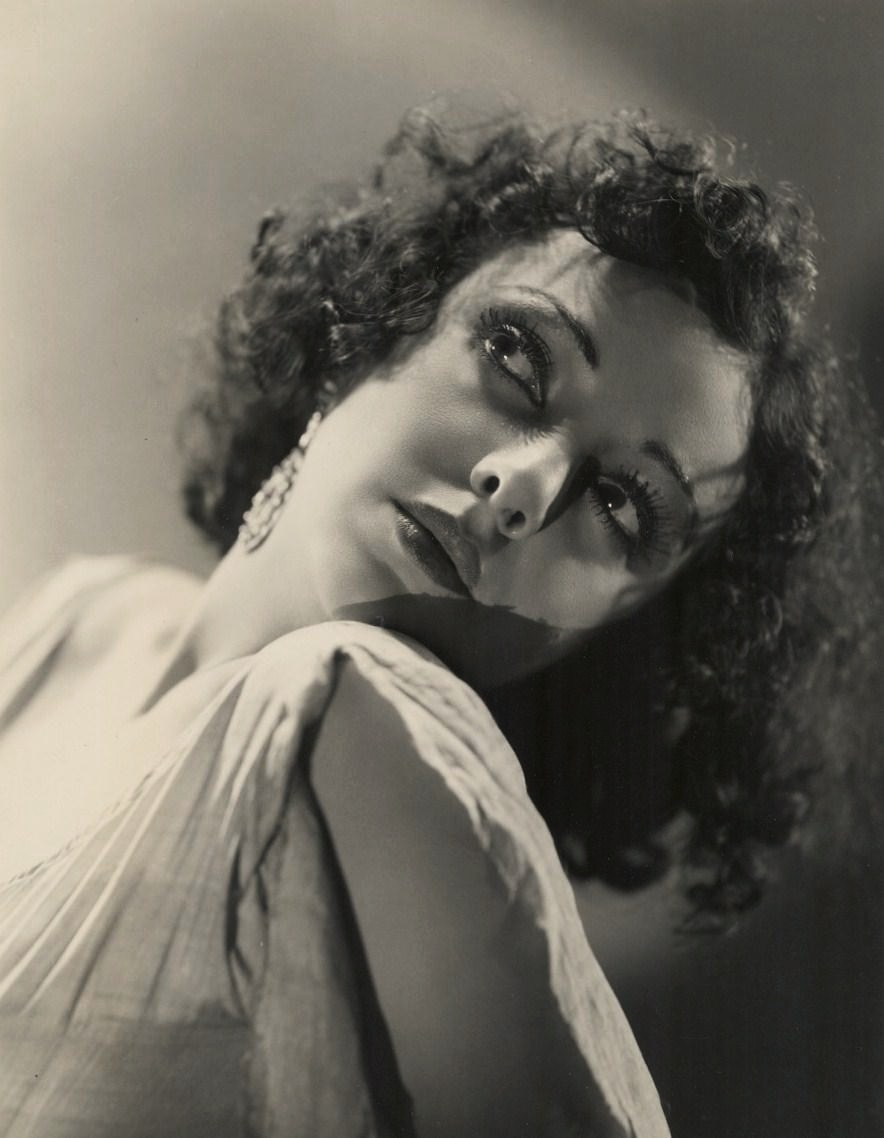
Nina Quartero em uma cena publicitária da versão cinematográfica americana de 1933

A história foi adaptada para outras mídias muitas vezes, incluindo:
- Em 6 de outubro de 1903, uma peça de um ato estreou no Haymarket Theatre de Londres, estrelando Cyril Maude como Sr. White e Lena Ashwell como Sra. White.[6]
- Uma adaptação para o palco britânico de 1907 por Louis N. Parker estrelou John Lawson.[5][7]
- Uma versão cinematográfica britânica de 1915 foi dirigida por Sidney Northcote e estrelada por John Lawson (que estava na peça de 1907).[8]
- Sabe-se que um filme mudo britânico de 1919 (diretor desconhecido) foi feito, mas agora é considerado perdido.[9]
- The Monkey's Paw (filme de 1923) foi um filme britânico dirigido por Manning Haynes e estrelado por Moore Marriott, Marie Ault, e Charles Ashton.[8]
- Uma adaptação para o rádio britânico de 17 de julho de 1928 foi baseada na peça de 1907.[7]
- The Monkey's Paw (filme de 1933), um filme americano com roteiro de Graham John e direção de Wesley Ruggles (seu último filme com a RKO), estrelado por C. Aubrey Smith, Ivan Simpson e Louise Carter. O filme foi considerado perdido[10] até que fotos dele foram publicadas online em 2016; a cópia existente é dublada em francês.[11]
- Um episódio de 28 de maio de 1946 da série da BBC Radio, Appointment with Fear.[7]
- The Monkey's Paw (filme de 1948), um filme britânico com roteiro de Norman Lee e Barbara Toy.[12]
- Um episódio de 16 de dezembro de 1958 da série de rádio britânica Thirty-Minute Theatre, estrelado por Carleton Hobbs e Gladys Young.[7]
- Uma versão cinematográfica mexicana de 1961 chamada Espiritismo (lançada como Spiritism nos EUA), dirigida por Benito Alazraki e estrelada por Nora Veyran, Jose Luis Jiminez, e Jorge Mondragón.[8]
- "The Monkey's Paw – A Retelling" foi ao ar na televisão americana em 19 de abril de 1965, na temporada 3, episódio 26, de The Alfred Hitchcock Hour, estrelado por Leif Erickson, Jane Wyatt, e Lee Majors.[13]
- Um episódio da série de televisão britânica de 1970, Orson Welles Great Mysteries.[14]
- O filme de terror de 1972, Deathdream, dirigido por Bob Clark, foi adaptado da história como uma alegoria à guerra do Vietnã pelo roteirista Alan Ormsby.[15]
- Um episódio de 11 de julho de 1980 da série canadense da CBC Radio, Nightfall.[7]
- O romance Pet Sematary, de 1983, do autor americano Stephen King, teria sido inspirado na história.[16]Caso Especial: A Pata do Macaco (1983) exibido pela Rede Globo Autoria: Doc Comparato | Direção: Adhemar Guerra | Exibição: 25/05/1983 | Horário: 21h30
- Uma adaptação da BBC Radio de 17 de janeiro de 1988 por Patrick Galvin, apresentada como parte de Fear on Four; retransmitida individualmente como um especial de Halloween em 31 de outubro de 1993.[7]
- Um especial de meia hora transmitido pela emissora Channel 4 do Reino Unido em 1988, dirigido por Andrew Barker e estrelado por Alex McAvoy e Patricia Leslie.[17]
- O episódio piloto de 1991 da série de TV Are You Afraid of the Dark? ("The Tale of the Twisted Claw") parodia a história.[18]
- Um episódio de 1991 da série de TV The Simpsons ("Treehouse of Horror II", Temporada 3, Episódio 7) mostra membros da família Simpsons fazendo pedidos usando uma pata de macaco amaldiçoada.[19]
- Um episódio de 1993 chamado Taveez da série de televisão indiana The Zee Horror Show.[7]
- Um episódio de 2001 da série de TV Buffy the Vampire Slayer ("Forever", Temporada 5, Episódio 17) apresenta uma trama que gira em torno da irmã mais nova de Buffy, Dawn, que usa um feitiço para ressuscitar sua mãe recentemente falecida. O clímax do episódio mostra Buffy tentando abrir a porta da frente às pressas, enquanto outra cena aparentemente mostra os pés de sua mãe caminhando em direção à casa. No último momento, Dawn desfaz o feitiço e Buffy não abre a porta para ninguém.
- Uma adaptação de 2004 como uma peça de rádio narrada por Christopher Lee em 2004 como parte da série dramática de rádio da BBC Christopher Lee's Fireside Tales.[20]
- Um filme nepalês de 2008, Kagbeni, é uma adaptação livre da história.[21]
- Uma adaptação em curta-metragem de 2011, dirigida por Ricky Lewis Jr., está disponível para assistir no YouTube. O curta termina com a morte do Sr. e da Sra. White, um final diferente da história original.
- Uma versão cinematográfica americana de 2013 com roteiro de Macon Blair e direção de Brett Simmons.[22]
- Uma ópera americana de 2017, The Monkey's Paw, da compositora Brooke deRosa e produzida pelo Pacific Opera Project.[23]

## Recepção
The Nassau Literary Magazine elogiou "A Pata do Macaco" ao analisar The Lady of the Barge, comparando-o às obras de Edgar Allan Poe e dizendo que foi "calculado para dar emoções e tremores ao leitor mais indiferente".